# ブラックライダー
『ブラックライダー』（原題：Black Moon Rising）は、1986年のアメリカ合衆国のカーアクション映画。
ジョン・カーペンターが原案・脚本・製作総指揮を務め、トミー・リー・ジョーンズ、リンダ・ハミルトン、ロバート・ヴォーンらが出演した。

## ストーリー
FBIは脱税容疑で公判中の会社を追い詰める証拠となるテープを、元CIAエージェントだったフリーランサーのクイントに盗ませた。
その頃、新型車ブラック・ムーンがロサンゼルスの高級レストランの駐車場に展示された。開発者のアールと知り合いであるクイントはブラック・ムーンの後部にテープを一時的に隠しておき、合流した捜査官に渡す事にしていた。
ところが、そのブラック・ムーンが車泥棒に盗まれてしまい、クイントは72時間以内にテープを探し出すよう言い渡される。
クイントは盗まれたブラック・ムーンがある巨大なビルに入ったのを確かめる。このビルは実業家ライランドのもので、内部は要塞のようになっており、方々から盗まれた車の改造作業が行なわれていた。
クイントはブラック・ムーンを盗んだ女車泥棒ニーナに接近し、ブラック・ムーンとテープを奪還しようと試みる。

## キャスト
| 役名                 | 俳優                     | 日本語吹替                                                   |
| 役名                 | 俳優                     | テレビ朝日版                                                 |
| -------------------- | ------------------------ | ------------------------------------------------------------ |
| クイント             | トミー・リー・ジョーンズ | 田中信夫                                                     |
| ニーナ               | リンダ・ハミルトン       | 鈴木弘子                                                     |
| エド・ライランド     | ロバート・ヴォーン       | 矢島正明                                                     |
| アール・ウィンダム   | リチャード・ジャッケル   | 池田勝                                                       |
| マーヴィン・リンガー | リー・ヴィング           | 原田一夫                                                     |
| ジョンソン捜査官     | ババ・スミス             | 渡部猛                                                       |
| ビリー・ライオンズ   | ダン・ショア             | 大塚芳忠                                                     |
| アイアン・ジョン     | キーナン・ウィン         | 今西正男                                                     |
| エミール・フレンチ   | ドン・オッパー           | 仲木隆司                                                     |
| ルイス               | ニック・カサヴェテス     | 村山明                                                       |
| その他               | N/A                      | 藤本譲 塚田正昭 稲葉実 柴本浩行 広瀬正志 小野健一 井上喜久子 |
| 日本語版制作スタッフ |                          |                                                              |
| 演出                 | 演出                     | 水本完                                                       |
| 翻訳                 | 翻訳                     | 平田勝茂                                                     |
| 調整                 | 調整                     | 金谷和美                                                     |
| 効果                 | 効果                     | 南部満治 大橋勝次 河合直                                     |
| 担当                 | 担当                     | 猪谷敬二                                                     |
| 制作                 | 制作                     | ザック・プロモーション                                       |
| 解説                 | 解説                     | 淀川長治                                                     |
| 初回放送             | 初回放送                 | 1988年11月6日 『日曜洋画劇場』                               |